# 31 octobre 1986
Le vendredi 31 octobre 1986 est le 304e jour de l'année 1986.

## Naissances
- Alexandre Barozzi, joueur de rugby
- Barbara Jezeršek, skieur de randonnée nordique slovéno-australienne
- Brent Corrigan, acteur américain
- Dominic Klemme, coureur cycliste allemand
- Elsad Zverotić, footballeur monténégrin
- Franziska Wiese, chanteuse allemande
- Mários Athanasiádis, coureur cycliste chypriote
- Mariem Smati, haltérophile tunisienne
- Michelle Pavão et Monique Pavão, sœurs jumelles et volleyeuses brésiliennes
- Shona Rubens, skieuse alpine canadienne
- Stéphanie Dubois, joueuse de tennis canadienne

## Décès
- Bob Hardisty (né le 1er décembre 1921), joueur de football britannique
- Félicien Vervaecke (né le 11 mars 1907), coureur cycliste belge
- Marie Mauron (née le 5 avril 1896), écrivaine française
- Robert Mulliken (né le 7 juin 1896), chimiste américain

## Événements
- Découverte de l'astéroïde (3784) Chopin
- Fermeture des lignes 30 et 63 de tramway à Charleroi
- Sortir du jeu vidéo Murder on the Mississippi
- Sortie du film Rocky 4
- Début de la saison NBA 1986-1987